# 55-й элемент
«55-й элемент» (иер. трад. 焚城, кант.-рус.: Фань син, англ. Cesium Fallout) — гонконгский фильм-катастрофа 2024 года режиссёра и оператора Энтони Пхуня. Одним из продюсеров и исполнителей главных ролей выступил Энди Лау. Сюжет ленты разворачивается вокруг случайной утечки радиоактивных веществ в Гонконге, которая ставит под угрозу жизни миллионов граждан. Картина получила номинации в шести категориях Гонконгской кинопремии, но не одержала победы ни в одной из них.

## Сюжет
В 1996 году из-за лоббирования собственных интересов финансовый секретарь г-н Саймон Фань продвигает закон, из-за которого в Гонконге снижается контроль за реэкспортными контейнерами. В связи с этим появляется большее количество вариантов для ввоза опасных грузов непорядочными бизнесменами. В одном из терминалов вспыхивает пожар, в результате которого гибнут несколько пожарных, в том числе его жена. С тех пор Саймон уходит из политики, получает учёную степень и становится специалистом по радиоактивным отходам.
В 2007 году на «Утилизационном полигоне Хунлик» происходит пожар. Команда гонконгских пожарных приступает к его ликвидации. Первоначально на полигоне обнаруживают утечку радия-226, а затем и цезия-137 высокой интенсивности. Радиация начинает постепенно распространяться, и семь миллионов человек оказываются в опасности. Высокопоставленные чиновники правительства Гонконга во главе с Сесилией Фон начинают блокировать информацию о распространении радиации, опасаясь вызвать панику. Для составления полной картины произошедшего правительство приглашает Саймона в качестве консультанта. При разработке стратегии по устранению последствий радиационного заражения заимствуется опыт реальной радиационной аварии, произошедшей в Гоянии.

## В ролях
- Энди Лау — Саймон Фань
- Бай Юй[англ.] — Кит Лай
- Карен Мок — Сесилия Фон
- Че Куаньхоу — Чина
- Ивана Вон[англ.] — Келли Вон
- Луиз Вон[англ.] — Чань Мэйянь
- Фиш Лиу — Зоуи
- Хо Кхайва[кит.] — Аквамен
- Джеффри Нгай[англ.] — Чхю
- Лён Чунхан[англ.] — Поу
- Боуи Лам[англ.] — глава пожарной службы
- Майкл Вон[англ.] — Питер Коуэн
- Майкл Чау[англ.] — Роджер Фон
- Кент Чэн — министр безопасности
- Кенни Вон[англ.] — Лау Сиукён
- Локер Лам[кит.] — Крага
- Уэсли Вон[англ.] — Большой Б

Гостевое участие:
- У Яньшу[англ.] — тёща Саймона, мать Кита
- Тун Яо[англ.] — Мэй Фань
- Дэвид Цзян — глава администрации Гонконга
- Натали Сюй[англ.] — Айлин Фань
- Патра Ау[англ.] — глава метеослужбы
- Эрик Куок[англ.] — подрывник Эрик
- Чён Татмин[англ.] — хозяин чайного ларька
- Патрик Пак — глава больничного управления[англ.]
- Макс Чён[кит.] — подрывник Макско
- Деон Чён[кит.] — министр здравоохранения

## Награды и номинации
| Награды | Награды                     | Награды                                      | Награды                | Награды   | Награды  |
| Год     | Кинопремия                  | Категория                                    | Лауреат / претендент   | Результат | Источник |
| ------- | --------------------------- | -------------------------------------------- | ---------------------- | --------- | -------- |
| 2025    | 43-я Гонконгская кинопремия | «Лучшая операторская работа»                 | Энтони Пхунь           | Номинация | [ 6 ]    |
| 2025    | 43-я Гонконгская кинопремия | «Лучший арт-директор (художник-постановщик)» | Лэй Киньвай            | Номинация | [ 6 ]    |
| 2025    | 43-я Гонконгская кинопремия | «Лучшая хореография»                         | Джек Вон               | Номинация | [ 6 ]    |
| 2025    | 43-я Гонконгская кинопремия | «Лучшая музыка»                              | Ду Дучжи, Цзян Ичжэнь  | Номинация | [ 6 ]    |
| 2025    | 43-я Гонконгская кинопремия | «Лучшие спецэффекты»                         | Деннис Ён, Эдриан Чань | Номинация | [ 6 ]    |